# ظهرة البير (حزم العدين)

تعديل مصدري - تعديل

ظهرة البير محلة تابعة لقرية الرش، التابعة لعزلة الاحكوم بمديرية حزم العدين إحدى مديريات محافظة إب في الجمهورية اليمنية، بلغ تعداد سكانها 156 حسب تعداد اليمن لعام 2004.